# Dilworth-tétel
A matematika, azon belül a rendezéselmélet és kombinatorika területén a Dilworth-tétel a véges részbenrendezett halmazok szélességét jellemzi minimális láncfelbontásuk figyelembe vételével. Nevét Robert P. Dilworth (1950) matematikusról kapta.
Egy részbenrendezett halmazban lévő antilánc páronként össze nem hasonlítható elemek alkotta részhalmaz, míg a láncban lévő elemek páronként mind összehasonlíthatók.
Maximális antilánc alatt olyan antiláncot értünk, ami nem valódi részhalmaza egyetlen más antiláncnak sem. A maximális antilánc számossága nagyobb vagy egyenlő bármely más antilánc számosságánál. A részbenrendezett halmaz szélessége megegyezik maximális antiláncának számosságával. Mivel bármely antilánc legfeljebb egyetlen közös elemet tartalmaz egy lánccal, ha a halmazt fel tudjuk osztani k láncra, akkor a részbenrendezett halmaz szélességének legfeljebb k-nak kell lennie. Dilworth tétele kimondja, hogy ezt a határt minden esetben el is lehet érni: mindig létezik olyan antilánc, és a halmaz elemeinek olyan láncokra bontása, hogy a láncok száma megegyezik az antilánc elemeinek számával, és ezt a számosságot tekintjük a részbenrendezett halmaz szélességének.
Legyen (P,≤) egy véges, részben rendezett halmaz, amelyben van n elemű antilánc, de nincs n+1 elemű antilánc. Ekkor P legkevesebb n darab lánccal fedhető le, azaz léteznek olyan c1, c2, ..., cn ≤ P láncok, hogy P = c1 {\displaystyle \cup } c2 {\displaystyle \cup } ... {\displaystyle \cup } cn, de n-nél kevesebb láncra ez már nem igaz.
A Dilworth-tétel így is kimondható: bármely véges részbenrendezett halmazban a maximális antilánc elemeinek száma megegyezik a láncok minimális számával a lehetséges láncfelbontások között. A tétel egy végtelen részbenrendezett halmazokra vonatkozó verziója szerint egy részbenrendezett halmaz szélessége pontosan akkor egyezik meg a véges w számmal, ha a halmaz w láncba felbontható, de kevesebbe nem.
Duálisa a Mirsky-tétel.

## Bizonyítás indukcióval
Alább olvasható egy a részben rendezett halmaz méretére vonatkozó teljes indukciós bizonyítás, a következő alapján: Galvin (1994).
Legyen {\displaystyle P} egy véges részbenrendezett halmaz. A tétel triviálisan igaz, ha {\displaystyle P} az üres halmaz. Tegyük fel ezért, hogy {\displaystyle P}-nek legalább egy eleme van, és legyen {\displaystyle a} a {\displaystyle P}-beli maximális elem.
Tételezzük fel, hogy valamely {\displaystyle k} egész számra a {\displaystyle P':=P\setminus \{a\}} részbenrendezett halmaz lefedhető {\displaystyle k} darab {\displaystyle C_{1},\dots ,C_{k}} diszjunkt lánccal, és rendelkezik legalább egy {\displaystyle k} méretű {\displaystyle A_{0}} antilánccal. Nyilvánvaló, hogy {\displaystyle A_{0}\cap C_{i}\neq \emptyset } az {\displaystyle i=1,2,\dots ,k} értékekre. Az {\displaystyle i=1,2,\dots ,k} értékekre legyen {\displaystyle x_{i}} a {\displaystyle C_{i}}-beli olyan maximális elem, ami {\displaystyle P'} egy {\displaystyle k} méretű antiláncához, valamint az {\displaystyle A:=\{x_{1},x_{2},\dots ,x_{k}\}} halmazhoz tartozik.
Azt állítjuk, hogy {\displaystyle A} egy antilánc.
Legyen {\displaystyle A_{i}} az {\displaystyle x_{i}}-t tartalmazó, {\displaystyle k} méretű antilánc. Válasszunk ki 1-1 egymástól eltérő {\displaystyle i} és {\displaystyle j} indexet. Ekkor {\displaystyle A_{i}\cap C_{j}\neq \emptyset }. Legyen {\displaystyle y\in A_{i}\cap C_{j}}. Ekkor {\displaystyle y\leq x_{j}}, az {\displaystyle x_{j}} definíciója alapján. Ebből következik, hogy {\displaystyle x_{i}\not \geq x_{j}}, hiszen {\displaystyle x_{i}\not \geq y}. Az {\displaystyle i} és {\displaystyle j} szerepét felcserélve, megállapíthatjuk azt is, hogy {\displaystyle x_{j}\not \geq x_{i}}. Ez igazolja, hogy {\displaystyle A} antilánc.
Térjünk vissza a {\displaystyle P}-hez. Elsőként tegyük fel, hogy {\displaystyle a\geq x_{i}} valamely {\displaystyle i\in \{1,2,\dots ,k\}}-re. Legyen {\displaystyle K} az {\displaystyle \{a\}\cup \{z\in C_{i}:z\leq x_{i}\}} lánc. Ekkor az {\displaystyle x_{i}} alkalmas megválasztása miatt, {\displaystyle P\setminus K} nem rendelkezik {\displaystyle k} méretű antilánccal. Ekkor az indukcióból következik, hogy {\displaystyle P\setminus K} lefedhető {\displaystyle k-1} diszjunkt lánccal, hiszen {\displaystyle A\setminus \{x_{i}\}} a {\displaystyle P\setminus K} egy {\displaystyle k-1} méretű antilánca. Tehát a {\displaystyle P} a kívánalmaknak megfelelően lefedhető {\displaystyle k} diszjunkt lánccal. Következőkben, ha minden {\displaystyle i\in \{1,2,\dots ,k\}}-re {\displaystyle a\not \geq x_{i}}, akkor {\displaystyle A\cup \{a\}} a {\displaystyle P}-ben egy {\displaystyle k+1} méretű antilánc (mivel {\displaystyle a} maximális {\displaystyle P}-ben). Így {\displaystyle P} lefedhető a {\displaystyle \{a\},C_{1},C_{2},\dots ,C_{k}} {\displaystyle k+1} db lánccal, teljessé téve a bizonyítást.

## Bizonyítása a Kőnig-tétellel

A Dilworth-tétel bizonyítása a Kőnig-tétel segítségével: konstruáljunk a részben rendezésből páros gráfot, a láncfelbontás egy párosításnak fog megfelelni

Mint számos kombinatorikai eredmény, a Dilworth-tétel is egyenértékű a páros gráfokra vonatkozó Kőnig-tétellel és számos más kapcsolódó tétellel, köztük a Hall-tétellel is (Fulkerson 1956).
A Dilworth-tétel Kőnig-tétellel történő bizonyításához vegyük az n elemen meghatározott S részbenrendezést, határozzuk meg a G = (U,V,E) páros gráfot, ahol U = V = S és ahol (u,v) akkor határoz meg egy G-beli élet, ha u < v S-ben. A Kőnig-tétel alapján létezik G-ben egy M párosítás, illetve egy G-beli C csúcshalmaz úgy, hogy a gráf minden éle legalább egy C-beli csúcsot tartalmaz, és M-nek és C-nek ugyanaz az m a számossága. Legyen A S azon elemeinek a halmaza, melyek nem felelnek meg C egyik csúcsának sem; ekkor A legalább n − m elemmel rendelkezik (többel is rendelkezhet, ha a C tartalmaz a párosítás mindkét oldalának megfelelő elemeket). Legyen P láncok olyan halmaza, melyet úgy kapunk, hogy x és y akkor kerül ugyanabba a láncba, ha az M-ben létezik az (x,y) él; ekkor P n − m láncból áll. Tehát konstruáltunk egy antiláncot, és egy vele azonos számosságú láncfelbontást.
Megfordítva, a Kőnig-tétel bizonyítása a Dilworth-tételből levezetve így hangzik. Legyen G = (U,V,E) páros gráf, vegyük G csúcsain egy részbenrendezést, melyben pontosan akkor u < v, ha u az U-ban, v a V-ben található és létezik egy E él u és v között. A Dilworth-tétel alapján létezik azonos méretű A antilánc és P láncfelbontás. De a részbenrendezés nemtriviális láncai kizárólag olyan elempárok, melyek a gráf éleinek felelnek meg, tehát P nemtriviális láncai a gráf párosítását adják. Az A komplementere a G-nek a párosítással megegyező számosságú csúcslefedését alkotja.
A párosítással való kapcsolat miatt bármely részbenrendezés szélessége polinom időben kiszámítható. Precízebben, egy n elemű, k szélességű részbenrendezés O(kn2) időben detektálható (Felsner, Raghavan & Spinrad 2003).

## Kiterjesztése végtelen részbenrendezett halmazokra
Dilworth tételének végtelen részbenrendezett halmazokra való kiterjesztése azt állítja, hogy egy részbenrendezett halmaz pontosan akkor rendelkezik véges w szélességgel, ha w láncba felbontható. Hiszen, tegyük fel hogy egy P végtelen részben rendezés szélessége w, ami azt jelenti, hogy bármely antiláncnak legfeljebb véges, w eleme lehet. P bármely S részhalmazának w láncfelbontása (ha az létezik) felfogható az S összehasonlíthatatlansági gráfja (a gráf, melynek csúcsai az S elemeinek felelnek meg, két csúcs között pedig akkor húzódik él, ha a halmaz két eleme nem összehasonlítható) egy w színnel történő színezéseként; a jó színezés minden színosztályának láncnak kell lennie. Feltételezve, hogy P szélessége w, és a Dilworth-tétel véges változatából következik, hogy P minden véges S részhalmazának w-színezhető az összehasonlíthatatlansági gráfja. Ezért a de Bruijn–Erdős-tétel alapján kijelenthető, hogy P-nek magának is w-színezhető az összehasonlíthatatlansági gráfja, ezért létezik a kívánt láncfelbontása (Harzheim 2005).
A tétel nem terjeszthető ki ugyanilyen könnyedséggel arra az esetre, amikor nem csak a halmaz számossága, hanem a részben rendezés szélessége is végtelen. Ebben az esetben a legnagyobb antilánc mérete és a minimális láncfelbontás mérete egymástól nagyon különböző is lehet. Elmondható, hogy bármely κ végtelen kardinális számhoz tartozik olyan ℵ0 szélességű részben rendezés, melynek a minimális láncfelbontásában κ lánc található (Harzheim 2005).
(Perles 1963) tárgyalja a Dilworth-tétel végtelen analógiáit.

## A Dilworth-tétel duálisa (a Mirsky-tétel)
A Dilworth-tétel egy duálisa kimondja, hogy egy részbenrendezés legnagyobb láncának mérete (ha az véges), megegyezik a minimális antilánc-felbontás méretével (Mirsky 1971). A bizonyítás sokkal egyszerűbb, mint a Dilworth-tétel esetében: bármely x elemnél tekintsük azokat a láncokat, melyeknek x a legnagyobb eleme, és jelölje N(x) a legnagyobb ilyen x-maximális lánc méretét. Ekkor minden N−1(i) halmaz, ami az N egyenlő értékeit tartalmazza, egy antilánc, és ezek az antiláncok a legnagyobb lánccal megegyező darabra bontják fel a részben rendezést.

## Az összehasonlíthatósági gráfok perfektsége
Egy összehasonlíthatósági gráf olyan irányítatlan gráf, amiben egy részbenrendezett halmaz (poset) azon elemeinek megfelelő csúcsok vannak összekötve. Így az összehasonlíthatósági gráf klikkjei a részben rendezés egy-egy láncának felel meg, a független csúcshalmazai pedig egy-egy antiláncnak. A részbenrendezés tulajdonságai miatt az összehasonlíthatósági gráfok bármely feszített részgráfja is összehasonlíthatósági gráf.
Egy irányítatlan gráf akkor perfekt, ha minden feszített részgráfjának kromatikus száma megegyezik a legnagyobb klikkjének méretével. Az, hogy minden összehasonlíthatósági gráf perfekt, lényegében csak a Mirsky-tétel egy gráfelméleti megfogalmazása (Berge & Chvátal 1984). A (Lovász 1972)-féle (gyenge) perfektgráf-tétel szerint bármely perfekt gráf komplementere is perfekt. Ezért bármely összehasonlíthatósági gráf komplementere is perfekt, ami viszont egyszerűen a Dilworth-tétel gráfelméleti megfogalmazása (Berge & Chvátal 1984). Más szóval, a perfekt gráfok komplementer-tulajdonsága a Dilworth-tétel alternatív bizonyítását adhatja.

## Néhány egyedi részbenrendezés szélessége
A Bn Boole-háló az n elemű X halmaz – lényegében {1, 2, …, n} – hatványhalmaza, melyet a tartalmazás (részhalmaz) reláció alapján rendezünk; jelölése (2[n], ⊆). A Sperner-tétel kimondja, hogy Bn egy maximális antiláncának mérete legfeljebb
{\displaystyle {\mbox{szélesség}}(B_{n})={n \choose \lfloor {n/2}\rfloor }.}
Másképp fogalmazva, az X össze nem hasonlítható részhalmazainak legnagyobb családját az X medián méretű részhalmazainak kiválasztásával kapjuk. A Lubell–Yamamoto–Meshalkin-egyenlőtlenség szintén hatványhalmazok antiláncaival foglalkozik, és alkalmas a Sperner-tétel igazolására.
Ha az [1, 2n] intervallum egészeit oszthatóság alapján rendezzük, a [n + 1, 2n] részintervallum n számosságú antiláncot alkot. Ennek a rendezésnek n láncba való felbontása könnyen elérhető: Az [1,2n] intervallum minden páratlan m egésze láncot alkot az m2i alakú számokkal. Ezért a Dilworth-tétel alapján ennek a részbenrendezésnek a szélessége n.
A végtelen sorozatok monoton részsorozataira vonatkozó Erdős–Szekeres-tétel felfogható a Dilworth-tétel 2 rendezési dimenziójú részben rendezésekre való alkalmazásaként is (Steele 1995).
Egy antimatroid „konvex dimenziója” alatt az antimatroid meghatározásához szükséges láncok minimális számát értjük, és a Dilworth-tétel segítségével megmutatható, hogy ez megegyezik a hozzá tartozó részben rendezés szélességével; emiatt létrehozható a konvex dimenziót polinom időben meghatározó algoritmus (Edelman & Saks 1988).

## Fordítás
- Ez a szócikk részben vagy egészben a Dilworth's theorem című angol Wikipédia-szócikk ezen változatának fordításán alapul.  Az eredeti cikk szerkesztőit annak laptörténete sorolja fel. Ez a jelzés csupán a megfogalmazás eredetét és a szerzői jogokat jelzi, nem szolgál a cikkben szereplő információk forrásmegjelöléseként.